# Buntu Turunan
Buntu Turunan is een bestuurslaag in het regentschap Simalungun van de provincie Noord-Sumatra, Indonesië. Buntu Turunan telt 4043 inwoners (volkstelling 2010).